# Stefano Dellio
Stefano Dellio (Aosta, 26 gennaio 1972) è un pilota motociclistico italiano ritiratosi dall'attività agonistica.

## Carriera
Inizia fin da piccolo a guidare moto da trial seguito dal padre Davide e dall'insegnante Malaspina Masino. Approda al mondiale nel 1989 in sella ad una montesa 125 prototipo della casa Spagnola,nel 1990 a 18 anni conquista subito un punto iridato chiudendo 15º la prova svizzera del campionato al Grimmialp e la Federazione italiana dimostra di credere molto in lui chiamandolo a rappresentare l'Italia al Trial delle nazioni dove conquista un podio. Indosserà per altre sette volte la maglia azzurra nel Trial delle nazioni cogliendo in totale 4 terzi posti e 3 quarti posti.
Le stagioni successive sono tutte dedicate al mondiale (dove conquista il 16º posto assoluto nel campionato 1992 ed è addirittura 10º al GP del Portogallo 1999) e all'europeo dove coglie i successi più importanti: per sette anni consecutivi si piazza nella Top 10 e porta ad un soffio dal podio continentale la Scorpa nel 1996. Da ricordare la sua vittoria in Portogallo nel 1998, sempre nell'europeo.
Nel suo palmarès anche una vittoria alla Due giorni della Brianza e alcuni successi a livello nazionale (3º nel Campionato italiano 2001).
Le ultime apparizioni nella stagione 2005 prima di ritirarsi definitivamente dalle corse. In seguito è diventato tecnico federale della Federazione Motociclistica Italiana..
Nel 2007 comincia una nuova collaborazione con la SPEA, noto sponsor del campionato del mondo di trial, facendo nascere la "Squadra sperimentale". Essa prevede l'attuazione di un nuovo progetto volto al rapido apprendimento che nel giro di due anni porta il suo allievo principale, Gianluca Tournour, ad essere uno dei protagonisti del Campionato del Mondo.
Nella sua lunga carriera ha corso con moto Beta, Fantic, GasGas, Montesa e Scorpa.

## Risultati
| Anno   | Moto         | Pos. finale | Punti | Note              |
| ------ | ------------ | ----------- | ----- | ----------------- |
| 1990   | Montesa      | 28º         | 1     | 15º in Svizzera   |
| 1991   | Montesa      | 23º         | 4     |                   |
| 1992   | Montesa      | 16º         | 13    |                   |
| 1993   | Fantic Motor | -           | -     |                   |
| 1994   | Fantic Motor | 22º         | 2     |                   |
| 1995   | Beta Motor   | -           | -     |                   |
| 1996   | Scorpa       | -           | -     |                   |
| 1997   | Scorpa       | -           | -     |                   |
| 1998   | GasGas       | 20º         | 4     |                   |
| 1999   | Montesa      | 17º         | 17    | 10º in Portogallo |
| 2000   | Montesa      | -           | -     |                   |
|        |              |             |       |                   |
| 2005   | GasGas       | -           | -     |                   |
|        |              |             |       |                   |
| Totali |              |             | 41    | 81 gare disputate |

| Anno   | Moto         | Pos. finale | Punti | Note               |
| ------ | ------------ | ----------- | ----- | ------------------ |
| 1995   | Fantic Motor | 18º         | 35    | 9º a Torino        |
|        |              |             |       |                    |
| Totali |              |             | 35    | Una gara disputata |

| Anno   | Moto         | Pos. finale | Punti | Note                     |
| ------ | ------------ | ----------- | ----- | ------------------------ |
| 1994   | Fantic Motor | 6º          | 52    | 2º in Norvegia           |
| 1995   | Beta Motor   | 8º          | 44    | 2º in Spagna             |
| 1996   | Scorpa       | 4º          | 75    | 3º in Francia e Germania |
| 1997   | Scorpa       | 9º          | 38    |                          |
| 1998   | GasGas       | 6º          | 57    | Vincitore in Portogallo  |
| 1999   | Montesa      | 9º          | 47    |                          |
| 2000   | Montesa      | 5º          | 49    |                          |
|        |              |             |       |                          |
| 2005   | GasGas       | 21º         | 8     |                          |
|        |              |             |       |                          |
| Totali |              |             | 370   | 43 gare disputate        |

| Anno   | Moto    | Pos. finale | Vincitori               |
| ------ | ------- | ----------- | ----------------------- |
| 1990   | Montesa | 3º          | Francia                 |
|        |         |             |                         |
| 1992   | Montesa | 3º          | Spagna                  |
|        |         |             |                         |
| 1996   | Scorpa  | 4º          | Spagna                  |
| 1997   | Scorpa  | 3º          | Regno Unito             |
| 1998   | GasGas  | 3º          | Spagna                  |
|        |         |             |                         |
| 2000   | Montesa | 4º          | Spagna                  |
| 2001   | Montesa | 4º          | Spagna                  |
|        |         |             |                         |
| Totali |         |             | 8 presenze in Nazionale |